# Lucy May Stanton
Lucy May Stanton (22 de mayo de 1875-19 de marzo de 1931) fue una pintora estadounidense. Hizo paisajes, naturalezas muertas y retratos, pero Stanton es conocida fundamentalmente por los retratos en miniatura que pintó. Sus obras se encuentran en la Galería Nacional de Retratos en Washington D. C., Museo Metropolitano de Arte de Nueva York, el Museo de Bellas Artes de Boston y el Museo de Arte de Filadelfia, donde Autorretrato en el jardín (1928) y Miss Jule ( 1926) forman parte de la colección permanente del museo.

## Biografía
Stanton nació en Atlanta, Georgia, la mayor de dos hijas de William Lewis Stanton y Frances Louisa Cleveland Megee Stanton.  William tenía un negocio mayorista de venta de alimentos, algunos de los cuales provenían de las granjas de Stanton y Megee; maquinaria; tablas de madera; y cerámica importada de Europa. La familia vivía en el distrito "de moda" del West End de Atlanta en Gordon Street (ahora Ralph D. Abernathy Boulevard) en una casa de tipo revival  griego. Un año después del nacimiento de Lucy May Stanton, nació su hermana Willie Marion Stanton. A menudo pasaban los veranos en las montañas del norte de Georgia en las granjas de los abuelos de Lucy. Los Stanton pasaron muchos inviernos en los edificios Pontalba de Nueva Orleans, donde William gestionaba la importación de azúcar, melaza y arroz del Caribe. Lucy May Stanton recibió un juego de pinturas al óleo y comenzó a aprender a pintar cuando tenía siete años. Mme. Sally Seagoy una artista francesa en Nueva Orleans, dio lecciones a Stanton en Nueva Onsleas.  

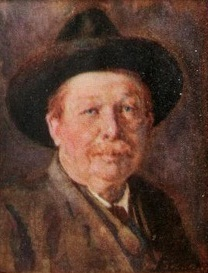
Joel Chandler Harris, c. 1914, acuarela sobre marfil, National Portrait Gallery, Smithsonian Institution

En Atlanta, vivía al otro lado de la calle de Wren's Nest, la casa del autor y periodista Joel Chandler Harris, quien escribió las historias del tío Remus y compartió sus historias con ella y su hermana, Willie Marion Stanton. Su madre, Frances Megee Stanton, murió en 1888. En 1889-1890 realizó una gira por Europa con su padre y estudió pintura de acuarela en Venecia.

## Educación
Lucy y Willie Stanton fueron educados en el Southern Female College (ahora conocido como Cox College) en LaGrange, Georgia, donde Lucy se graduó en 1893 con los más altos honores en griego y latín. Estudió con otra profesora de francés, la Sra. Ada Autre. Su padre se casó con Sallie Cox, profesora de música y miembro de la familia propietaria de la escuela. Los primeros retratos en miniatura de Lucy fueron los de su hermana en 1895 y otro que era una copia de una miniatura familiar. Sus primeras miniaturas las hizo con una técnica de punteado.
En los dos años posteriores a su graduación, trabajó como profesora de arte en New Ebenezer College y como asistente del artista de Atlanta James P. Field, que había sido su instructora en Southern Female College. Durante ese tiempo comenzó a pintar retratos en miniatura, recibiendo su primer encargo en 1896, un retrato de la cantante de ópera Adelina Patti. Más tarde ese año, se fue a París, donde estudió pintura, grabado y escultura con el artista estadounidense Augustus Koopman y pintura en miniatura con la artista estadounidense Virginia Richmond Reynolds. Stanton pintó en Normandía en los veranos con Koopman y otros estudiantes. Koopman le enseñó a pintar con originalidad y Reynolds le enseñó a Stanton las pinceladas paralelas, una nueva técnica en ese momento. También estudió anatomía en la Sorbona; tomó clases en dos escuelas de arte independientes en París que admitían mujeres, la Académie de la Grande Chaumière y la Académie Colarossi; y estudió con James Abbott McNeill Whistler en laAcadémie Carmen.

## Carrera profesional
Stanton, que creció en Atlanta durante el periodo posterior a la Guerra Civil, creó obras de arte que representaban su herencia sureña, incluido un conjunto de escenas de la vida afroamericana que llamó su serie "Pequeños murales", que incluía Loading Cotton, Negros Descansando y El porche de la tía Liza. Expuso el primer retrato en miniatura de un afroadescendiente en una exposición de la Academia de Bellas Artes de Pensilvania de 1899. También pintó retratos del georgiano Howell Cobb, presidente de la Cámara de Representantes, y Linton Ingraham, un ex esclavo, que se encuentran en las colecciones de la Cámara de Representantes de los Estados Unidos y el Museo de Comercio Estadounidense en Milton, Massachusetts, respectivamente. Su pintura North Carolina Mountain Woman está en la colección del Museo Metropolitano de Arte de la ciudad de Nueva York.

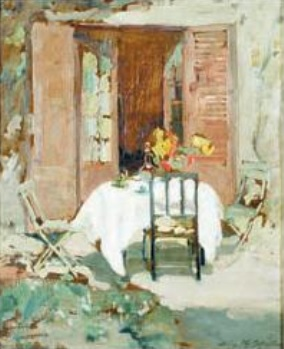
Un jardín de París, 1906. Residencia de Stanton en París.

Regresó a los Estados Unidos en 1898 y comenzó su carrera como profesional como artista, exhibiendo tanto allí como en Europa. Enseñó en una escuela nocturna de la YMCA, dio lecciones privadas y tenía un estudio en Atlanta. En 1898 hizo su primera pintura de una afrodescendiente, la tía Nicey Tuller. Recibió encargos para pintar retratos de personas influyentes, incluido Charles A. Collier, que había sido alcaldesa de Atlanta. Entrega en el Ayuntamiento de Atlanta. Enseñó de nuevo en lo que ahora es Cox College. Entre 1901 y 1902, Stanton y su hermana, Willie Marion,  vivieron en Bryant Park Studios, frente a Bryant Park. Lucy daba clases privadas de arte y en el Hospital Episcopal Deaconess se capacitó como enfermera de caridad práctica. Stanton conoció al naturalista John Burroughs, viajó en canoa a Maine y visitó a amigos en Boston, donde en 1902 expuso en la segunda exposición anual de la Copley Society of Art. Más de 800 pinturas fueron rechazadas por los jurados de la exposición para la muestra.
Stanton tuvo una visita prolongada a su padre, madrastra y los hijos de esta en Los Ángeles a partir de la primavera de 1904. En 1905 viajó a París con su amiga y también artista Polly Smith. Tenía un estudio en 70 Rue Notre-Dame des Champs en París, donde había regresado para estudiar pintura de retratos con Lucien Simon y Jacques-Émile Blanche. Su madre y su hijo, un retrato en miniatura de su hermana y su sobrino pintado en 1905, ganó una Cinta Azul al año siguiente cuando se exhibió en el Nuevo Salón de la Société Nationale des Beaux-Arts. Desde 1909, mantuvo un estudio y una pequeña casa en Athens, Georgia, cerca de la casa de su hermana. Luego tuvo estudios en Carolina del Norte en Great Smokey Mountains y luego en Nueva York.
De 1916 a 1926 vivió y trabajó principalmente en Boston, que en aquella época era un centro de arte miniaturista.[cita requerida] Tenía un estudio en Beacon Hill y pasaba sus veranos en Ogunquit, Maine. Hizo un retrato en acuarela de Joel Chandler Harris alrededor de 1914, después de su muerte. En 1917 ganó la Medalla de Honor de la Sociedad de Pintores en Miniatura de Pensilvania. También enseñó arte en varias escuelas privadas allí, incluidas Milton Academy y Dana Hall.[cita requerida] Stanton se estableció permanentemente en Atenas en 1926 donde participó activamente en la vida cívica de la ciudad, dando conferencias sobre arte y organizando exposiciones, así como promoviendo el sufragio femenino y haciendo campaña para la Liga de Naciones. Fue cofundadora de la Georgia Peace Society en 1928.
Stanton se resfrió en marzo de 1931 y posteriormente murió de neumonía en un hospital de Atenas siendo enterrada en el cementerio Oconee Hill de la ciudad. Nunca se casó.
Sus artículos, correspondencia, fotografías de miembros de su familia y sus obras, y otros documentos relevantes que abarcan desde 1899 hasta 1931 se encuentran en la Biblioteca de Manuscritos y Libros Raros Hargrett de la Universidad de Georgia.

## Exposiciones
Algunas de sus principales exposiciones fueron las siguientes:
- 1899 a 1931 - Sociedad de Pintores en Miniatura de Pensilvania, más de 100 miniaturas
- 1899 a 1931 - Academia de Bellas Artes de Pensilvania, 93 obras de arte, en su mayoría miniaturas
- 1906, 1912 - Société Nationale des Beaux-Arts, París, donde ganó una Cinta Azul
- 1910, 1920, 1926 - Sociedad Americana de Pintores en Miniatura
- 1913 - Edificio del Capitolio de los Estados Unidos
- 1913-1915, 1922 - Art Institute of Chicago
- 1914 - Royal Society of Miniatures, Londres
- 1915 - Exposición Panamá Pacífico, San Francisco
- 1919, 1921 - Washington Water Color Club
- 1923 - Concord Art Association, Massachusetts, donde ganó una Medalla de Honor.

También realizó exposiciones individuales en Boston, Nueva York, Nueva Orleans y Baltimore.

## Colecciones
| Title                                         | Image | Year        | Medium              | Collection                                                           |
| --------------------------------------------- | ----- | ----------- | ------------------- | -------------------------------------------------------------------- |
| Self Portrait in a Navy Dress                 |       | Before 1898 | oil on canvas       | Robert W. Woodruff Library, Emory University, Atlanta, Georgia       |
| Aunt Nicey Tuller                             |       | 1898        | watercolor on ivory | Museum of Fine Arts, Boston, Massachusetts                           |
| Maine Guide or Backwoodsman from Maine        |       | 1901        | watercolor on ivory | Robert W. Woodruff Library, Emory University, Atlanta, Georgia       |
| Corrine Stanton                               |       | 1902        | watercolor          | Private collection, Corrine Stanton Henry                            |
| Dutch Girl                                    |       | 1905        | watercolor on ivory | Georgia Museum of Art, University of Georgia, Athens                 |
| Joel Chandler Harris                          |       | 1906        | watercolor on ivory | Robert W. Woodruff Library, Emory University, Atlanta, Georgia       |
| Self Portrait with Frances Forbes             |       | 1906        | watercolor on ivory | Georgia Museum of Art, University of Georgia                         |
| Aunt Liza                                     |       | 1908        | watercolor on ivory | Concord Art Association, Massachusetts                               |
| Maternité (Mrs. W.T. Forbes and Children)     |       | 1908        | watercolor on ivory | Museum of Fine Arts, Boston, Massachusetts                           |
| Howell Cobb                                   |       | 1912        |                     | United States House of Representatives, Washington D. C.             |
| Self-portrait or The Silver Goblet            |       | 1912        | watercolor on ivory | National Portrait Gallery, Smithsonian Institution, Washington D. C. |
| Joel Chandler Harris                          |       | c. 1914     | watercolor on ivory | National Portrait Gallery, Smithsonian Institution, Washington D. C. |
| Self Portrait, Reading                        |       | 1914        | oil on canvas       | Georgia Museum of Art, University of Georgia                         |
| A North Carolina Mountain Woman               |       | c. 1916     | watercolor on ivory | Metropolitan Museum of Art, New York                                 |
| Uncle George                                  |       | 1916        | watercolor on ivory | Robert W. Woodruff Library, Emory University, Atlanta, Georgia       |
| Aunt Liza's Porch                             |       | 1921        | watercolor on ivory | Robert W. Woodruff Library, Emory University, Atlanta, Georgia       |
| Resting or Negroes Resting                    |       | 1921        | watercolor on ivory | Robert W. Woodruff Library, Emory University, Atlanta, Georgia       |
| Shovelling or Negroes Shovelling              |       | 1921        | watercolor on ivory | Robert W. Woodruff Library, Emory University, Atlanta, Georgia       |
| Working on the Street                         |       | 1921        | watercolor on ivory | Robert W. Woodruff Library, Emory University, Atlanta, Georgia       |
| Chloe                                         |       | 1922–1923   | watercolor on ivory | Robert W. Woodruff Library, Emory University, Atlanta, Georgia       |
| Self Portrait in Blue, Grey, and Purple       |       | 1923        | watercolor on ivory | Robert W. Woodruff Library, Emory University, Atlanta, Georgia       |
| Chum Wee                                      |       | 1925        | watercolor on ivory | Lepore Fine Arts, Newburyport, Massachusetts                         |
| Linton Ingrahm, Ex-Slave                      |       | 1925        | watercolor on ivory | Museum of the American China Trade, Milton, Massachusetts            |
| Elizabeth Wentworth Roberts                   |       | 1925        | watercolor on ivory | Concord Art Association, Massachusetts                               |
| Miss Jule Moss                                |       | 1926        | watercolor on ivory | Philadelphia Museum of Art, Pensilvania                              |
| Self-Portrait in the Garden                   |       | 1928        |                     | Philadelphia Museum of Art, Pensilvania                              |
| Negro Boy                                     |       | 1928        | watercolor on ivory | Robert W. Woodruff Library, Emory University, Atlanta, Georgia       |
| Aunt Maria                                    |       | Late 1920s  | watercolor on ivory | Robert W. Woodruff Library, Emory University, Atlanta, Georgia       |
| Major Charles Collier                         |       |             | oil                 | City Hall, City of Atlanta, Georgia                                  |
| Easter Bouquet                                |       |             | watercolor on ivory | Georgia Museum of Art, University of Georgia                         |
| English Girl                                  |       |             | watercolor on ivory | Georgia Museum of Art, University of Georgia                         |
| Mrs. Jenkins, A North Carolina Mountain Woman |       |             | watercolor on ivory | Berea College, Kentucky                                              |
| Paris Model in Brown Shawl                    |       |             | watercolor on ivory | Robert W. Woodruff Library, Emory University, Atlanta, Georgia       |
| Chancellor Snelling                           |       |             | oil                 | University of Georgia, Athens                                        |